# Cayo Jutías
 Cayo Jutías – mała wyspa koralowa u północnych wybrzeży zachodniej części Kuby, opływana przez wody  Zatoki Meksykańskiej. Administracyjnie należy do gminy Viñales w prowincji Pinar del Río, a geograficznie jest jedną z wysp archipelagu Colorados. Nazwa wyspy pochodzi od hutii – endemicznego gatunku gryzonia, występującego tylko na Kubie i otaczających ją niewielkich wyspach.
Wyspa leży na północny zachód od Bahía de Santa Lucia, około 90 kilometrów od stolicy prowincji, Pinar del Río. Najbliższe większe miasto znajduje się w odległości około 60 kilometrów i jest nim Vinales.
Wyspa jest połączona ze stałym lądem w okolicy miasta Santa Lucía groblą o długości 8 km, którą biegnie szosa, północny brzeg stanowi ok. 7 km długości piaszczysta plaża porośnięta mangrowcami, szerokie plaże również na zachodzie, brzeg południowy zalesiony Atrakcją wyspy są plaże z drobnym, białym piaskiem oraz otaczające ją rafy koralowe z bogatą fauną i florą i przejrzystą wodą, przyciągające amatorów nurkowania. Infrastruktura turystyczna ogranicza się do jedynej restauracji (serwującej głównie owoce morza) z wypożyczalnią sprzętu pływającego i nurkowego. Nie ma tu bazy noclegowej. W północno-wschodniej części wyspy zlokalizowana jest latarnia morska o stalowej konstrukcji z 1902.